# 138,6 mm/40 Model 1923
138,6 mm/40 Model 1923 (фр. Canon de 138,6 mm modèle 1923 A de 40 calibres) — 138-миллиметровое корабельное артиллерийское орудие, разработанное и производившееся в Франции. Состояло на вооружении ВМС Франции. Предназначалось для вооружение контрминоносцев. Этими орудиями оснащались контрминоносцы типа «Бизон». Орудие оценивалось как неудачное, поэтому в дальнейшем было создано орудие 138,6 mm/40 Model 1927.

## Конструкция
Орудие 138,6 mm/40 Model 1923 было предложено для вооружения французских контрминоносцев шефом Технического отдела Морского генерального штаба инженером-генералом М. Антонэ. Полагая, что применённые на первой серии французских контрминоносцев типа «Ягуар» 130-мм орудия Model 1919 не обеспечивают решающего огневого превосходства, он выдвинул идею перехода на более крупный калибр.
Будучи весьма мощной артиллерийской системой, оно имело совершенно недостаточную для своего тактического назначения скорострельность ввиду применения ступенчатого поршневого затвора. Кроме того, в попытке обеспечить значительную дальнобойность без использования уравновешивающих устройств, конструкторы расположили цапфы орудия на высоте 1,5 метра, что делало заряжание весьма трудным делом, несмотря на наличие пружинного досылателя. Особые трудности расчёты испытывали при малых углах возвышения, когда казенник орудия находился на уровне их плеч.